# Lijst van nummer 1-hits in de 3FM Mega Top 50 in 2002
Deze hits stonden in 2002 op nummer 1 in de Mega Top 100, de hitlijst van de Nederlandse radiozender 3FM.
| Datum        | Artiest                          | Titel                      |
| ------------ | -------------------------------- | -------------------------- |
| 5 januari    | Gigi D'Agostino                  | L'Amour Toujours           |
| 12 januari   | Gigi D'Agostino                  | L'Amour Toujours           |
| 19 januari   | Marco Borsato & Sita             | Lopen op het water         |
| 26 januari   | Marco Borsato & Sita             | Lopen op het water         |
| 2 februari   | Marco Borsato & Sita             | Lopen op het water         |
| 9 februari   | Marco Borsato & Sita             | Lopen op het water         |
| 16 februari  | Shakira                          | Whenever, Wherever         |
| 23 februari  | Shakira                          | Whenever, Wherever         |
| 2 maart      | Shakira                          | Whenever, Wherever         |
| 9 maart      | Shakira                          | Whenever, Wherever         |
| 16 maart     | Shakira                          | Whenever, Wherever         |
| 23 maart     | Shakira                          | Whenever, Wherever         |
| 30 maart     | Shakira                          | Whenever, Wherever         |
| 6 april      | Shakira                          | Whenever, Wherever         |
| 13 april     | Shakira                          | Whenever, Wherever         |
| 20 april     | Shakira                          | Whenever, Wherever         |
| 27 april     | Billy Crawford                   | Trackin'                   |
| 4 mei        | K3                               | Toveren                    |
| 11 mei       | Brainpower                       | Dansplaat                  |
| 18 mei       | Brainpower                       | Dansplaat                  |
| 25 mei       | Brainpower                       | Dansplaat                  |
| 1 juni       | Brainpower                       | Dansplaat                  |
| 8 juni       | Brainpower                       | Dansplaat                  |
| 15 juni      | Eminem                           | Without Me                 |
| 22 juni      | Eminem                           | Without Me                 |
| 29 juni      | Junkie XL                        | A Little Less Conversation |
| 6 juli       | Junkie XL                        | A Little Less Conversation |
| 13 juli      | Junkie XL                        | A Little Less Conversation |
| 20 juli      | Junkie XL                        | A Little Less Conversation |
| 27 juli      | Junkie XL                        | A Little Less Conversation |
| 3 augustus   | Tiziano Ferro                    | Perdono                    |
| 10 augustus  | Tiziano Ferro                    | Perdono                    |
| 17 augustus  | Tiziano Ferro                    | Perdono                    |
| 24 augustus  | Jan Wayne                        | Because the Night          |
| 30 augustus  | Las Ketchup                      | The Ketchup Song (asereje) |
| 7 september  | Las Ketchup                      | The Ketchup Song (asereje) |
| 14 september | Las Ketchup                      | The Ketchup Song (asereje) |
| 21 september | Las Ketchup                      | The Ketchup Song (asereje) |
| 28 september | Las Ketchup                      | The Ketchup Song (asereje) |
| 5 oktober    | Las Ketchup                      | The Ketchup Song (asereje) |
| 12 oktober   | Las Ketchup                      | The Ketchup Song (asereje) |
| 19 oktober   | Las Ketchup                      | The Ketchup Song (asereje) |
| 26 oktober   | Las Ketchup                      | The Ketchup Song (asereje) |
| 2 november   | Las Ketchup                      | The Ketchup Song (asereje) |
| 9 november   | Nelly, Kelly Rowland             | Dilemma                    |
| 16 november  | Nelly, Kelly Rowland             | Dilemma                    |
| 23 november  | Nelly, Kelly Rowland             | Dilemma                    |
| 30 november  | Nelly, Kelly Rowland             | Dilemma                    |
| 7 december   | Nelly, Kelly Rowland             | Dilemma                    |
| 14 december  | Nelly, Kelly Rowland             | Dilemma                    |
| 21 december  | Robbie Williams                  | Feel                       |
| 28 december  | Geen 3FM Mega Top 100 verschenen |                            |